# Riso amaro (gastronomia)
Il riso amaro (risotto amaro) è un piatto tipico della cucina mantovana, zona di Casaloldo (Mn), che ha ottenuto la Denominazione comunale d'origine.
Preparare un composto vegetale costituito da riso, bietola, erba amara, scalogno, 1 spicchio d'aglio, salvia, grana, brodo vegerale, burro, sale, pepe. Portare a bollore il riso unendo poco brodo alla volta. In fase di mantecatura del riso, aggiungere il composto alle erbe ottenuto in precedenza.